# Estádio Universitário de Lisboa

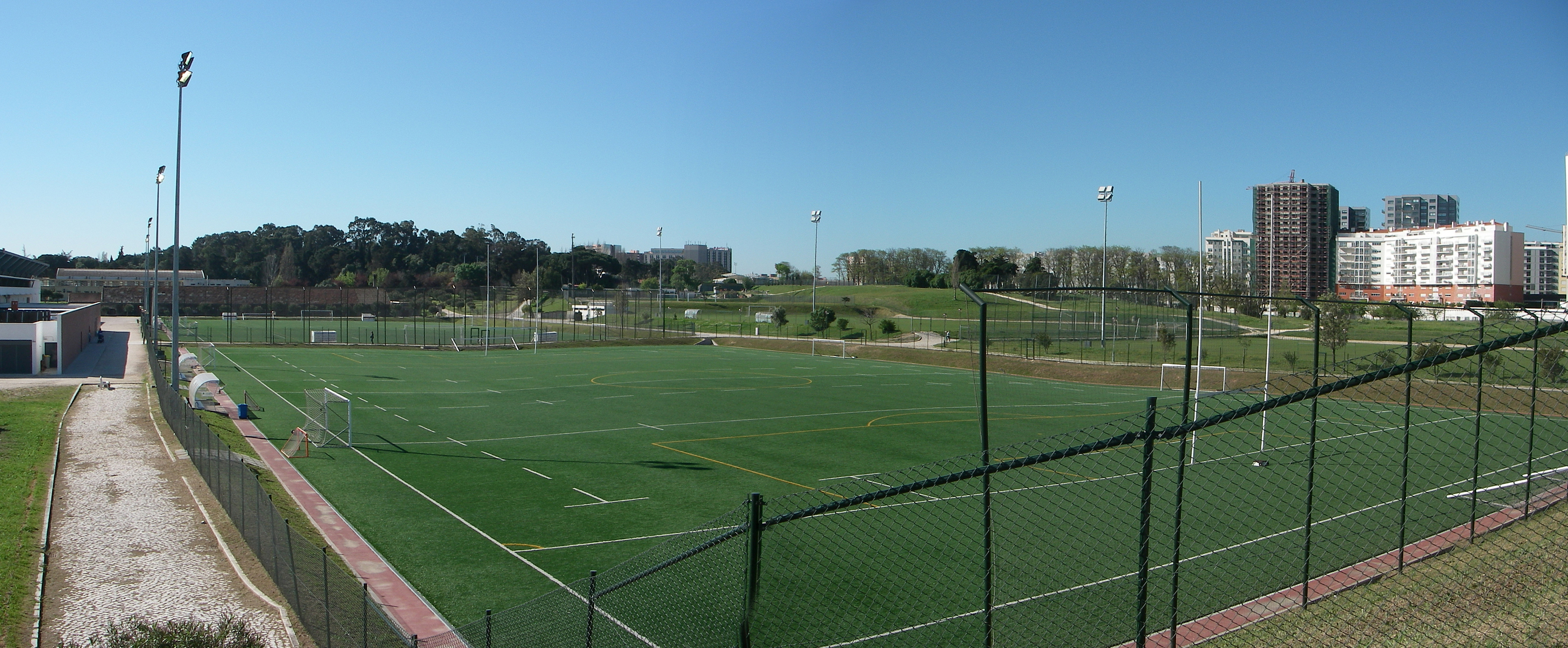
Boiska treningowe w kompleksie Estádio Universitário de Lisboa

Estádio Universitário de Lisboa (wym. [(ɨ)ˈʃtadi̯u univɨɾsiˈtaɾi̯u dɨ liʒˈβoɐ], EUL) – wielofunkcyjny kompleks sportowy o powierzchni ok. 40 ha położony w miasteczku uniwersyteckim Uniwersytetu Lizbońskiego. Jego centralny punkt stanowi Estádio de Honra, stadion typu olimpijskiego, z trawiastym boiskiem i bieżnią lekkoatletyczną.

## Historia
Powstanie uniwersyteckiego ośrodka sportowego wiąże się ściśle z rozbudową miasteczka akademickiego Uniwersytetu Lizbońskiego. Autorem wstępnego projektu stadionu wielofunkcyjnego był João Simões, jednak data jego stworzenia nie jest znana. W grudniu 1955 roku przedstawiono plan budowy akademickiego kompleksu sportowego autorstwa João Simõesa i Norberta Correi. Uroczyste otwarcie EUL nastąpiło 27 maja 1956 r. w obecności ministra edukacji narodowej. Sam stadion, Estádio de Honra powstał jako mały „stadion olimpijski” przeznaczony do uprawiania szerokiego wachlarza dyscyplin.
Niedługo później rozpoczęto rozbudowę kompleksu – pierwsza wielofunkcyjna hala sportowa powstała w roku 1966, kolejna 15 lat później. Następne obiekty wzniesiono w latach 90., kiedy to powstał kompleks tenisowy, pawilon do sportów walki oraz baseny sportowe, a także przebudowano Estádio de Honra.
Na obiektach EUL od samego początku rozgrywano liczne zawody sportowe. Już w 1956 zorganizowano mistrzostwa pod egidą Międzynarodowej Federacji Sportowej Edukacji Katolickiej. W roku 1968 rozegrano II Akademickie Mistrzostwa Świata w Judo, w 1994 roku Mistrzostwa Świata Juniorów w Lekkoatletyce, cztery lata później Mistrzostwa Ibero-Amerykańskie w Lekkoatletyce, zaś w roku 2009 dyscypliny lekkoatletyczne Igrzysk Luzofonii. Na terenie kompleksu organizowane są też liczne zawody akademickie. Co więcej, Estádio de Honra jest regularnie wykorzystywany podczas domowych meczów reprezentacji Portugalii w rugby.

## Obiekty
W skład akademickiego centrum sportowego wchodzi obecnie kilkadziesiąt obiektów służących do uprawniania różnych dyscyplin – drużynowych i indywidualnych. Są to:
- centralny stadion Estádio de Honra Engenheiro Vasco Pinto de Magalhães z pełnowymiarowym boiskiem (116 × 68 m), ośmiotorową bieżnią lekkoatletyczną, rzutnią, skocznią i sztucznym oświetleniem[1]. Stadion ma kształt elipsy z trybuną główną usytuowaną po stronie zachodniej. Na trybunie znajduje się 1,5 tys. miejsc (nie licząc 77 w lożach), zaś dalsze 2100 osób może się pomieścić na stopniach na całej długości pozostałych trybun[1][3]. Stadion otaczają brązowe rzeźby o tematyce nawiązującej do sportu akademickiego, których autorami są Hélder Coelho Baptista, Manuel Marques Borges i Stella de Albuquerque[3].
- stadion lekkoatletyczny z sześciotorową bieżnią, rzutnią, skocznią i siłownią[6],
- sześć boisk przeznaczonych do gry w piłkę nożną lub rugby (trzy z nawierzchnią naturalną, trzy z syntetyczną)[7]
- trzy pawilony:
  - pawilon nr 1 (wymiary 66 × 25 m) z boiskiem wielofunkcyjnym (42 × 25 m) do futsalu, koszykówki, piłki ręcznej, piłki siatkowej, mniejszymi boiskami treningowymi o syntetycznej nawierzchni przeznaczonymi do badmintona, koszykówki i piłki siatkowej, salami do tenisa stołowego oraz siłownią[8],
  - pawilon nr 2 (wymiary 45 × 23 m) z boiskiem wielofunkcyjnym do futsalu, piłki ręcznej i piłki siatkowej, które można podzielić w taki sposób, że zostanie wydzielone boisko do badmintona[9],
  - pawilon nr 3 (wymiary 44,40 × 19,90 m) z salą (wymiary 24 × 14 m) przeznaczoną do sportów walki oraz salą z siedmioma planszami szermierczymi[10]
- trzy otwarte boiska sportowe przeznaczone do piłki nożnej lub tenisa (dwa z cementową, jedno z syntetyczną nawierzchnią)[11],
- kompleks basenów (sportowe: 50 × 25 m, 25 × 12,5 m oraz basen rekreacyjny 11 × 5,5 m)[12],
- siedem kortów tenisowych[13],
- treningowe pole golfowe[13].